# 쇼핑하우
쇼핑하우(shoppinghow.kakao.com)는 카카오에서 운영하는 국내외 온라인 쇼핑몰의 상품을 검색하고 가격비교 할 수 있는 서비스로, 카테고리별 인기 상품의 랭킹 데이터와 가격 변동 그래프를 제공해 고객의 쇼핑에 최적화된 정보를 제공하는 것이 특징이다.

## 주요 서비스
- 가격비교
- 핫딜
- 베스트100
- 기획전